# Rimae Maclear
Rimae Maclear – grupa rowów  na powierzchni Księżyca o średnicy około 110 km. Znajduje się na obszarze Mare Tranquillitatis na współrzędnych selenograficznych ☾ 13,0°S 20,0°E/-13,000000 20,000000. Nazwa tego systemu kanałów została nadana w 1964 roku przez Międzynarodową Unię Astronomiczną i pochodzi od pobliskiego krateru Maclear.